# Cis tomentosus
Cis tomentosus es una especie de coleóptero de la familia Ciidae.

## Distribución geográfica
Habita en Europa, Cáucaso, Dalmacia.